# Ungdommens Hus (Fredericia)
Ungdommens Hus i Fredericia er et kommunalt projekt udarbejdet af  Fredericia Kommune. Huset er et samlingssted for unge i alderen 15 – 25 år.
Fredag den 16. marts 2001 åbnede daværende by- og boligminister Lotte Bundsgaard officielt Ungdommens Hus, som er beliggende i en tidligere godsbane-bygning på Norgesgade 46a. 
Fredericia Hardcore Festival er blevet afholdt i Ungdommens Hus.